# ريج وايت (متسابق يخت)
ريج وايت (بالإنجليزية: Reg White)‏ هو متسابق يخت بريطاني، ولد في 28 أكتوبر 1935، وتوفي في 27 مايو 2010.

## وصلات خارجية
- ريج وايت على موقع الاتحاد الدولي للملاحة الشراعية (موقع جديد) (الإنجليزية)
- ريج وايت على موقع الاتحاد الدولي للملاحة الشراعية (موقع قديم) (الإنجليزية)
- ريج وايت على موقع اللجنة الأولمبية الدولية (الإنجليزية)
- ريج وايت على موقع أوليمبيديا (الإنجليزية)